# الخط الزمني للحرب الأهلية السورية (سبتمبر–ديسمبر 2012)
هذه المقالة تحتوى على التسلسل الزمنى للحرب الأهلية السورية في الفترة من 1 أيلول / سبتمبر إلى 31 كانون الأول / ديسمبر في عام 2012.

## التسلسل الزمنى

### أيلول / سبتمبر 2012

#### 3 أيلول / سبتمبر
- بحلول نهاية اليوم أفادت لجان التنسيق المحلية أن أكثر من 250 شخصا قد قتلوا وأكثر من 60 شخصا في محافظة حلب وأكثر من 60 شخصا في محافظة درعا بسبب قصف الطائرات الحربية. أهمل التقرير الإبلاغ عن أي وفاة من الجيش السوري.[1]

#### 4 أيلول / سبتمبر
- بحلول نهاية اليوم ذكرت لجان التنسيق المحلية أن 155 شخصا قتلوا من بينهم 80 في ضواحي دمشق. أهمل التقرير الإبلاغ عن أي وفاة من الجيش السوري.[2]

#### 5 أيلول / سبتمبر
- أفاد ناشطون سوريون عن وقوع قتال عنيف بين قوات قوات المعارضة السورية والجيش السوري في حلب عدة ضواحي دمشق. وقال المرصد السوري لحقوق الإنسان إن 6 جثث عثر عليها في التضامن تظهر علامات على تعرضها للتعذيب.[3]
- أفادت لجان التنسيق المحلية أن 260 شخصا قتلوا بنهاية اليوم بينهم 115 في حلب و 67 في ريف دمشق. أهمل التقرير الإبلاغ عن أي وفاة من الجيش السوري.[4]

#### 6 أيلول / سبتمبر
- قتل 159 شخصا بنهاية اليوم وفقا لما ذكرته لجان التنسيق المحلية بما في ذلك 88 شخصا في ضواحي دمشق. أهمل التقرير الإبلاغ عن أي وفاة من الجيش السوري.[5]
- استعاد الجيش السوري بلدة تل شهاب من قوات المعارضة السورية.[6]

#### 7 أيلول / سبتمبر
- بحلول المساء أفادت لجان التنسيق المحلية أن 140 شخصا قتلوا من بينهم 44 في ريف دمشق و 28 في حلب. أهمل التقرير الإبلاغ عن أي وفاة من الجيش السوري.[7]

قال مسؤولون امنيون وطبيون عراقيون ان طفلة تبلغ من العمر 4 سنوات قتلت واصيب أربعة اخرون بجروح في مدينة القائم العراقية بقذائف الهاون مصدرها بلدة البو كمال السورية على الحدود السورية العراقية. وقال المرصد السوري لحقوق الإنسان المناهض للحكومة إن البوكمال تعرض للقصف في ذلك اليوم.

#### 8 أيلول / سبتمبر
- أبلغت لجان التنسيق المحلية عن مقتل 178 شخصا في سوريا منهم 89 في حلب. أهمل التقرير الإبلاغ عن أي وفاة من الجيش السوري.[9]
- في 9 أيلول / سبتمبر أبلغت لجان التنسيق المحلية عن مقتل 160 شخصا في أنحاء سوريا من بينهم 40 في ضواحي دمشق. أهمل التقرير الإبلاغ عن أي وفاة من الجيش السوري.[10]

#### 11 أيلول / سبتمبر
- بحلول نهاية اليوم أبلغت لجان التنسيق المحلية عن مقتل 130 شخصا بينهم 43 في حلب و 34 في ريف دمشق. أهمل التقرير الإبلاغ عن أي وفاة من الجيش السوري.[11]

#### 12 أيلول / سبتمبر
- بحلول نهاية اليوم أبلغت لجان التنسيق المحلية عن مقتل 173 شخصا بينهم 67 في حلب. أهمل التقرير الإبلاغ عن أي وفاة من الجيش السوري.[12]

#### 13 أيلول / سبتمبر
- قتل ما لا يقل عن 11 شخصا في غارة جوية في حلب. وصول المبعوث الجديد للأمم المتحدة الأخضر الإبراهيمي إلى دمشق.[13][14]
- بحلول نهاية اليوم أفادت لجان التنسيق المحلية أن 165 شخصا قتلوا من بينهم 57 في ضواحي دمشق. أهمل التقرير الإبلاغ عن أي وفاة من الجيش السوري. وحث تنظيم القاعدة جميع الإسلاميين على دعم التمرد ضد الحكومة السورية.[15][16]

#### 14 أيلول / سبتمبر
- اعتقل الجيش اللبناني ثمانية سوريين أثناء سفرهم في شاحنة تحتوي على كمية كبيرة من الأسلحة.[17]
- يوسف الأسد وهو ضابط رفيع المستوى في سلاح الجو السوري وقريب من الرئيس السوري بشار الأسد أعلن انشقاقه وانضمامه للمعارضة مع شريط فيديو على الإنترنت.[18]
- بحلول نهاية اليوم أبلغت لجان التنسيق المحلية عن مقتل 165 شخصا في جميع أنحاء سوريا من بينهم 66 شخصا في ضواحي دمشق. أهمل التقرير الإبلاغ عن أي وفاة من الجيش السوري.[19]

#### 15 أيلول / سبتمبر
- بحلول نهاية اليوم أبلغت لجان التنسيق المحلية عن مقتل 164 مدنيا في جميع أنحاء سوريا منهم 67 مدنيا في ضواحي دمشق. أهمل التقرير الإبلاغ عن أي وفاة من الجيش السوري.[20]

#### 16 أيلول / سبتمبر
- ذكرت مجلة دير شبيغل الألمانية أن سوريا قد اختبرت ذخائر قادرة على حمل أسلحة كيميائية في الصحراء بالقرب من حلب في نهاية أغسطس.[21]
- قال قائد الحرس الثوري الإيراني محمد علي جعفري بأن قوات النخبة الإيرانية تعمل في سوريا.[22]
- أفادت لجان التنسيق المحلية أن 167 مدنيا قتلوا من بينهم 60 في ضواحي دمشق و 50 في حلب. أهمل التقرير الإبلاغ عن أي وفاة من الجيش السوري.[23]

#### 17 أيلول / سبتمبر
- بحلول نهاية اليوم أبلغت لجان التنسيق المحلية عن مقتل 147 مدنيا بينهم 50 في ضواحي دمشق. أهمل التقرير الإبلاغ عن أي وفاة من الجيش السوري.[24]

#### 18 أيلول / سبتمبر
- بحلول نهاية اليوم أبلغت لجان التنسيق المحلية عن مقتل 160 مدنيا من بينهم 67 مدنيا في ضواحي دمشق. أهمل التقرير الإبلاغ عن أي وفاة من الجيش السوري.[25]

#### 19 أيلول / سبتمبر
- استولت قوات المعارضة على معبر حدودي بين سوريا وتركيا في منطقة تل أبيض في محافظة الرقة.[26]
- بحلول نهاية اليوم أبلغت لجان التنسيق المحلية عن مقتل 150 مدنيا بينهم 72 مدنيا في ضواحي دمشق. أهمل التقرير الإبلاغ عن أي وفاة من الجيش السوري.[27]

#### 20 أيلول / سبتمبر
- بحلول نهاية اليوم، قتل أكثر من 250 مدنيا من بينهم أكثر من 71 في الرقة عندما قصفت طائرة حربية محطة وقود وفقا للجان التنسيق المحلية. أهمل التقرير الإبلاغ عن أي وفاة من الجيش السوري.[28]
- اصطدمت طائرة إيرباص 320 سورية بطائرة هليكوبتر سورية من نوع ميل مي -17 مما أدى إلى تحطم طائرة الهليكوبتر وتلف ذيل الطائرة.[29]

#### 21 أيلول / سبتمبر
- أبلغ عن مقتل 98 مدنيا بما في ذلك 34 في ريف دمشق. وقتل 17 مسلحا مع مقتل 5 أشخاص في حلب من بينهم قائد كتيبة. وقتل 32 جنديا سوريا. بما في ذلك ضابط برتبة عقيد وفقا للمرصد السورى لحقوق الإنسان.[30]
- قتل 117 مدنيا بينهم 48 في ضواحي دمشق بحسب ما ذكرت لجان التنسيق المحلية. أهمل التقرير الإبلاغ عن أي وفاة من الجيش السوري.[31]
- تم إسقاط طائرة تابعة لسلاح الجو السوري على بلدة أتارب شمال سوريا في محافظة إدلب.[32]

#### 22 أيلول / سبتمبر
- أفاد نشطاء بأن أكثر من 180 شخصا قتلوا في سوريا معظمهم في ريف دمشق وحلب. أعلن العقيد رياض الأسعد على شريط فيديو أن الجيش السوري الحر نقل مركز قيادته إلى موقع مجهول داخل الأراضي السورية من تركيا في ضوء مكاسب قوات المعارضة السورية. وأوضحت عدة تقارير أن الجيش السوري الحر ما زال يعتمد على خطوط الإمداد التركية وأن قوات المعارضة السورية أخذوا أراضيهم على عمق 5 كم في عمق سوريا.[33][34]
- بحلول نهاية اليوم أفادت لجان التنسيق المحلية أن 220 مدنيا قتلوا من بينهم 66 في ضواحي دمشق. أهمل التقرير الإبلاغ عن أي وفاة من الجيش السوري.[35]

#### 23 أيلول / سبتمبر
- ما يقرب من 80 في المئة من المدن والقرى على طول الحدود التركية أصبحت خارج سيطرة دمشق وفقا للمرصد السوري لحقوق الإنسان.[36]
- قتل 85 مدنيا بينهم 22 في ضواحي دمشق. أهمل التقرير الإبلاغ عن أي وفاة من الجيش السوري.[37]

#### 24 أيلول / سبتمبر
بحلول نهاية اليوم أفادت لجان التنسيق المحلية أن 123 مدنيا قتلوا من بينهم 42 في حلب و 37 في ريف دمشق. أهمل التقرير الإبلاغ عن أي وفاة من الجيش السوري.

#### 25 أيلول / سبتمبر
- بحلول مساء اليوم أفادت لجان التنسيق المحلية أن 148 مدنيا قتلوا من بينهم 44 في ضواحي دمشق. وقد أهمل التقرير الإبلاغ عن أي وفاة من الجيش السوري.[39]

#### 26 أيلول / سبتمبر
- 26 أيلول / سبتمبر: تم اعتبار هذا اليوم أكثر يوم دموية منذ بداية الثورة السورية حتى هذه النقطة. وأبلغ المرصد السورى لحقوق الإنسان عن أكثر من 300 حالة وفاة؛ وبالمثل أبلغت لجان التنسيق المحلية عن مقتل أكثر من 300 مدني، بينهم 162 في ضواحي دمشق، من بينهم 107 في مجزرة في الثيابية. أهمل التقرير الإبلاغ عن أي وفاة من الجيش السوري.[40][41]
- قتل المراسلة التلفزيونية مايا ناصر بنيران القناصة أثناء تغطيتها لموقع تفجيرات بالقنابل في دمشق.[42]

#### 27 أيلول / سبتمبر
انكشفت الحرب الظاهرية في سوريا عندما أرسل الجيش السوري رسائل نصية إلى قوات المعارضة السورية نصها أن «اللعبة انتهت».
- بحلول نهاية اليوم أبلغت لجان التنسيق المحلية عن مقتل 133 مدنيا بينهم 35 في ضواحي دمشق. أهمل التقرير الإبلاغ عن أي وفاة من الجيش السوري.[44]
- أفادت الرصد السوري لحقوق الإنسان عن مقتل 108 مدنيين (بينهم 11 طفلا على الأقل) و 14 مسلحا و 35 جنديا.[45]
- قتل مقاتل كردي في اشتباكات بين لجان الدفاع الشعبي الكردية ومتمردين من كتيبة صلاح الدين في حماة.[45]

#### 28 أيلول / سبتمبر
- مجلس الأمم المتحدة لحقوق الإنسان يدين سوريا ويوسع التحقيق في جرائم الحرب.[46]
- صوتت روسيا والصين وكوبا ضد القرار العربى.
- أطلق الجيش السوري الحر معركة حاسمة للسيطرة على حلب.[47]
- أبلغت لجان التنسيق المحلية عن مقتل 167 مدنيا من بينهم 57 مدنيا في حلب. أهمل التقرير الإبلاغ عن أي وفاة من الجيش السوري.[48]

#### 29 أيلول / سبتمبر
- أبلغت لجان التنسيق المحلية عن مقتل 126 مدنيا مساء بينهم 64 مدنيا في ضواحي دمشق.[49]

#### 30 أيلول / سبتمبر
- قالت جماعة مسلحة تقاتل قوات الرئيس بشار الأسد في سوريا في شريط فيديو نشر على الإنترنت يوم الأحد أنها أسرت خمسة ضباط من الجيش اليمني أرسلتهم حكومتهم للمساعدة في قمع الانتفاضة السورية.[50]
- بحلول نهاية اليوم قتل 154 مدنيا، بينهم 76 في ريف دمشق.[51]

### تشرين الأول / أكتوبر 2012

#### 1 تشرين الأول / أكتوبر
- قتل ما لا يقل عن 164 شخصا بنهاية اليوم بينهم 12 طفلا، وفقا لما ذكرته لجان التنسيق المحلية المعارضة. وقد وقعت أكثر من 30 حالة وفاة بسبب القصف الجوي الذي شنته القوات الحكومية. وقد قتل 42 شخصا في ادلب، بينهم 30 شخصا قتلوا في مجزرة في مدينة سالقين. كما قتل 51 شخصا في العاصمة دمشق وحولها. أهمل التقرير الإبلاغ عن أي وفاة من الجيش السوري.[52]

#### 2 تشرين الأول / أكتوبر
- أفادت لجان التنسيق المحلية أن 160 مدنيا قتلوا بنهاية اليوم، منهم 54 في ضواحي دمشق. أهمل التقرير الإبلاغ عن أي وفاة من الجيش السوري.[53]
- قتل أحد قادة حزب الله ويدعى علي حسين ناصيف وعدد آخر من المقاتلين الآخرين في سوريا عندما نصبت قوات المعارضة كمينا لقافلة بالقرب من القصير. وهذا ما أكدته المجموعة.[54]

#### 3 تشرين الأول / أكتوبر
- قتلت قذيفة هاون سورية 5 مدنيين أتراك في بلدة أقجة قلعة التركية وردت تركيا بقصف مدفعى على مصدر اطلاق النيران.[55]
- اعلنت لجان التنسيق المحلية ان أكثر من 200 مدني قتلوا بنهاية اليوم، بينهم 67 مدنيا في ريف دمشق. أهمل التقرير الإبلاغ عن أي وفاة من الجيش السوري.[56]

#### 4 تشرين الأول / أكتوبر
- بحلول نهاية اليوم، أبلغت لجان التنسيق المحلية عن مقتل 120 مدنيا بينهم 52 في ضواحي دمشق. أهمل التقرير الإبلاغ عن أي وفاة من الجيش السوري.[57]
- وافق البرلمان التركي على مزيد من العمل العسكري ضد سوريا بعد تبادل قصف مدفعي ثان عبر الحدود.[58]

#### 5 تشرين الأول / أكتوبر
- أعلن المسلحون السوريون إنهم استولوا على قاعدة للدفاع الجوي مع مخبأ للصواريخ خارج دمشق. وشملت ما يبدو على صواريخ أرض - جو للدفاع الجوى. ومن غير المرجح أن يكون لدى قوات المعارضة السورية القدرة على إطلاق الصاروخ، ولكنهم قد يكونون قادرين على استخدام المتفجرات لصنع القنابل والعبوات الناسفة.[59]
- نقلت تركيا الدبابات والمدفعية المضادة للطائرات إلى بلدة أقجة قلعة التركية بعد هجوم هاون سوري ثالث عبر الحدود.[60]
- أبلغت لجان التنسيق المحلية عن مقتل 127 مدنيا بينهم 36 مدنيا في حلب و 28 مدنيا في ريف دمشق. أهمل التقرير الإبلاغ عن أي وفاة من الجيش السوري.[61]

#### 6 تشرين الأول / أكتوبر
- تبادلت تركيا وسوريا نيران المدفعية عبر الحدود للمرة الرابعة.[60]
- استولى المسلحون السوريون على قرية خربة الجوز في قضاء جسر الشغور بالقرب من الحدود مع تركيا. وكانت حصيلة القتلى الحكومية أعلى بكثير من عدد قتلى المسلحين حيث قتل 40 جنديا و 9 متمردين.[62][63]
- أبلغت لجان التنسيق المحلية عن مقتل 95 مدنيا و 10 من جنود الجيش الحر، بينهم 31 شخصا في ضواحي دمشق. أهمل التقرير الإبلاغ عن أي وفاة من الجيش السوري.[64]

#### 7 تشرين الأول / أكتوبر
- تبادلت سوريا وتركيا نيران المدفعية لليوم الخامس على التوالي بعد أن قصفت قذائف هاون سورية مصنع للحبوب في بلدة أقجة قلعة التركية ومنطقة القصير (اسكندرون) غير المأهولة.[65]
- أفادت وكالة الأنباء السورية أن ابن عم الرئيس السورى بشار الأسد قد أخذ رهينة من قبل الجيش الحر.[66]
- قتل الباحث السوري والكاتب السياسي محمد نمر المدني تحت التعذيب أثناء احتجازه في فرع أمن الدولة 215 في دمشق. وقال مساعد إعلامي سابق للرئيس الأسد إن الرئيس كان يخطط للفرار إلى روسيا «بعد انهيار النظام».[67][68]
- أبلغت لجان التنسيق المحلية عن مقتل 121 مدنيا بينهم 62 في ضواحي دمشق. أهمل التقرير الإبلاغ عن أي وفاة من الجيش السوري.[69]
- أفاد المرصد السورى لحقوق الإنسان عن مقتل أكثر من 93 مدنيا قتل 41 منهم على الأقل في ريف دمشق. قتل 31 مسلحا أكثر من 10 منهم في حمص. قتل 39 جنديا.[70]

#### 8 تشرين الأول / أكتوبر
- تبادلت تركيا وسوريا نيران المدفعية لليوم السادس على التوالي بعد سقوط قذيفة سورية في منطقة القصير (اسكندرون).[71]
- أفادت لجان التنسيق المحلية أن 170 مدنيا قتلوا بنهاية اليوم بينهم 40 في حلب و 37 في إعدام جماعي في معرة النعمان في إدلب. أهمل التقرير الإبلاغ عن أي وفاة من الجيش السوري.[72]

#### 9 تشرين الأول / أكتوبر
- استولى المتمردون على بلدة معرة النعمان الاستراتيجية، على الطريق السريع الذي يربط حلب بدمشق.[73]
- أفادت لجان التنسيق المحلية أن 197 مدنيا قتلوا بنهاية اليوم منهم 65 في ضواحي دمشق و 53 في حلب. أهمل التقرير الإبلاغ عن أي وفاة من الجيش السوري.[74]

#### 10 تشرين الأول / أكتوبر
- أوقفت قوات قوات المعارضة السورية محاولة الجيش السوري استعادة مدينة معرة النعمان الاستراتيجية. توفي ما لا يقل عن 30 متمردا وعشرات من قوات الحكومة السورية في القتال. وتقدم المتمردون في مناطق أخرى حيث استولوا على 10 بلدات وقرى في الشمال. وادعى المتمردون السيطرة الكاملة على مساحة من لأراضي من الحدود التركية إلى 10-20 كم داخل سوريا.[75][76]
- اعترضت مقاتلة للقوات الجوية التركية من طراز F-16 طائرة ايرباص A320 سورية قادمة من موسكو إلى دمشق في المجال الجوي التركي وأجبرتها على الهبوط في مطار إيسنبوغا الدولي مشتبهة بأنها كانت تحمل أسلحة روسية الصنع. وصادر المفتشون معدات ومواد عسكرية للاتصالات «يعتقد أنها أجزاء صواريخ».[77][78][79]
- أفادت لجان التنسيق المحلية أن 197 مدنيا قتلوا بنهاية اليوم. أهمل التقرير الإبلاغ عن أي وفاة من الجيش السوري.[80]

#### 11 تشرين الأول / أكتوبر
- قتل 260 شخصا في جميع أنحاء سوريا.[81]
- تعرض الجيش السوري لأكبر عدد من الضحايا منذ بدء الانتفاضة، حيث بلغ عدد القتلى 92 جنديا.[81]
- زعمت لجان التنسيق المحلية العامة أن قوات المعارضة السورية دمرت 61 طائرة هليكوبتر وطائرة. وكانت أشد الخسائر في أغسطس / آب، ودمرت الأغلبية أثناء وجودها على الأرض أثناء غارات لقوات المعارضة السورية.[82]

#### 12 تشرين الأول / أكتوبر
- بحلول نهاية اليوم قتل أكثر من 100 مدني، بينهم 40 في حلب.[83]

#### 13 تشرين الأول / أكتوبر
- بحلول نهاية اليوم أبلغت لجان التنسيق المحلية عن مقتل 143 مدنيا من بينهم 48 مدنيا من ضواحي دمشق. أهمل التقرير الإبلاغ عن أي وفاة من الجيش السوري.[84]

#### 14 تشرين الأول / أكتوبر
اتهمت منظمة هيومن رايتس ووتش القوات الحكومية باستخدام القنابل العنقودية الروسية الصنع. وقد استخدموا هذه الأسلحة في الماضي ولكنهم يستخدمونها الآن في المناطق المأهولة بالسكان وبالقرب من ساحات المعارك الرئيسية.
- أغلقت تركيا مجالها الجوي على الرحلات مدنية سورية ردا على تحرك مماثل من قبل الحكومة السورية.[86]
- استولى الجيش الحر على بلدة أزمارين التاريخية في معركة استمرت 3 أيام.[87]
- بحلول نهاية اليوم أفادت لجان التنسيق المحلية أن 220 مدنيا قتلوا من بينهم 140 في ضواحي دمشق من بينهم أكثر من 100 جثة عثر عليها في المستشفى المحلي بين المعضمية وداريا. أهمل التقرير الإبلاغ عن أي وفاة من الجيش السوري.[88]

#### 15 تشرين الأول / أكتوبر
- أفادت لجان التنسيق المحلية أن 100 مدني قتلوا من بينهم 34 في ضواحي دمشق. أهمل التقرير الإبلاغ عن أي وفاة من الجيش السوري.[89]

#### 16 تشرين الأول / أكتوبر
- بحلول نهاية اليوم، أبلغت لجان التنسيق المحلية عن مقتل 134 مدنيا بينهم 33 مدنيا في ضواحي دمشق. أهمل التقرير الإبلاغ عن أي وفاة من الجيش السوري.[90]

#### 17 تشرين الأول / أكتوبر
- بحلول نهاية اليوم، أبلغت لجان التنسيق المحلية عن مقتل 155 مدنيا بينهم 48 في ضواحي دمشق. وقد أهمل التقرير الإبلاغ عن أي وفاة من الجيش السوري.[91]

#### 18 تشرين الأول / أكتوبر
- دمرت طائرات الجيش السوري مبنيين سكنيين ومسجد في بلدة معرة النعمان التي يسيطر عليها المتمردون، وفقا لما ذكره عمال الإنقاذ المحليون أدت الغارات الجوية إلى مقتل 44 شخصا على الأقل.[92]
- أبلغت لجان التنسيق المحلية أن 230 مدنيا قتلوا بنهاية اليوم، بينهم أكثر من 53 شخصا من إدلب عندما قصف الجيش السوري مسجدا في معرة النعمان و 69 مدنيا في ضواحي دمشق. أهمل التقرير الإبلاغ عن أي وفاة من الجيش السوري.[93]

#### 19 تشرين الأول / أكتوبر
- أبلغت لجان التنسيق المحلية عن مقتل 245 مدنيا بينهم 86 في دير الزور حيث عثر على أكثر من 75 جثة في مقبرة. أهمل التقرير الإبلاغ عن أي وفاة من الجيش السوري.[94]

#### 20 تشرين الأول / أكتوبر
- أفادت لجان التنسيق المحلية أن 123 مدنيا قتلوا، من بينهم 67 مدنيا في ضواحي دمشق. أهمل التقرير الإبلاغ عن أي وفاة من الجيش السوري.[95]
- أعرب كبار المسئولين الاقتصاديين عن قلقهم الشديد إزاء الوضع في مدينة دير الزور، حيث دمرت الغارات الجوية والحصار العسكري المتواصل لمدة 130 يوما 75٪ من المدينة وقتلت أكثر من 3000 شخص. ووفقا للمنظمة، «في 20 تشرين الأول / أكتوبر أفادت الأنباء أن مذبحة بشعة لأكثر من 80 مدنيا في دير الزور ارتكبت من قبل حكومة الأسد التي تعرض فيها الرجال والنساء والأطفال للتعذيب والذبح والحرق في مكان على الحافة الجنوبية من المدينة، حيث تقوم القوات الحكومية بشن هجمات لشهور».[96]

#### 21 تشرين الأول / أكتوبر
- انفجرت سيارة مفخخة أمام مركز للشرطة في دمشق مما أسفر عن مقتل ما لا يقل عن 10 أشخاص وفقا للتلفزيون الرسمى الدولة. كما أفاد المرصد السوري لحقوق الإنسان أن 140 شخصا قتلوا في جميع أنحاء سوريا.[97][98]
- أوضح بيان المرصد ان 135 مدنيا قتلوا بنهاية اليوم، بينهم 70 في ضواحي دمشق. أهمل التقرير الإبلاغ عن أي وفاة من الجيش السوري.[99]

#### 22 تشرين الأول / أكتوبر
- قتل الجندي الأردني الأول الذي مات في الصراع جراء إطلاق النار. وقد اتهمت الحكومة الأردنية المقاتلين الذين يحاولون عبور الحدود بشكل غير مشروع إلى سوريا للانضمام إلى قوات المعارضة السورية. وقع قتال واسع النطاق في حلب وريف دمشق.[100]
- أفادت لجان التنسيق المحلية أن 204 مدنيين قتلوا بنهاية اليوم بينهم 134 في ريف دمشق وتم العثور على أكثر من 60 جثة في المعضمية. أهمل التقرير الإبلاغ عن أي وفاة من الجيش السوري.[101]

#### 23 تشرين الأول / أكتوبر
- قالت زبيدة الميقي التي انشقت وانضمت إلى الجيش السوري الحر وأنشأت مركز تدريب للمتمردين في جنوب دمشق، أن الطائفية تستخدم في صرف انتباه الناس عن واقع الانتفاضة الشعبية.[102]
- أفادت لجان التنسيق المحلية أن 202 مدنيا قتلوا من بينهم 100 من ضواحي دمشق ومن بينهم 50 من المعضمية. أهمل التقرير الإبلاغ عن أي وفاة من الجيش السوري.[103]

#### 24 تشرين الأول / أكتوبر
- أفادت لجان التنسيق المحلية أن 150 مدنيا قتلوا، من بينهم 84 مدنيا في ريف دمشق، بينهم 30 شخصا أعدموا ميدانيا في دوما. أهمل التقرير الإبلاغ عن أي وفاة من الجيش السوري.[104]

#### 25 تشرين الأول / أكتوبر
- أبلغت لجان التنسيق المحلية عن مقتل 106 مدنيين، من بينهم 36 مدنيا في ضواحي دمشق. أهمل التقرير الإبلاغ عن أي وفاة من الجيش السوري.[105]

#### 26 تشرين الأول / أكتوبر
- أبلغت لجان التنسيق المحلية عن مقتل 103 مدنيين، بينهم 39 في ضواحي دمشق وأفادت أيضا أن القوات الحكومية انتهكت في اليوم الأول من وقف إطلاق النار حوالي 292 مرة. أهمل التقرير الإبلاغ عن أي وفاة من الجيش السوري.[106]

#### 27 تشرين الأول / أكتوبر
- اشتبك متمردون سوريون مع الميليشيات الكردية في حلب مما أسفر عن مقتل 30 شخصا وإلقاء القبض على 200 آخرين. وقال المرصد السورى لحقوق الإنسان إن وقف إطلاق النار قد انهار بعد أن قتلت طائرة مقاتلة حكومية 8 أشخاص في دمشق. ويعتقد أن جبهة النصرة شنت هجوما على مجمع للشرطة العسكرية في دير الزور. وقد انفجرت سيارة مفخخة أعقبها إطلاق نار يستهدف أولئك الذين يسارعون إلى مكان الحادث، وقتل 8 أشخاص.[107][108][109]
- أبلغت لجان التنسيق المحلية عن مقتل 93 مدنيا، بينهم 47 في ريف دمشق. وبدلا من ذلك، أبلغ المرصد السورى لحقوق الإنسان عن وفاة أكثر من 120 شخصا بينهم 62 مدنيا (5 أطفال) و25 متمردا و 36 جنديا على الأقل.[110][111]

#### 28 تشرين الأول / أكتوبر
- أبلغت لجان التنسيق المحلية عن مقتل 128 مدنيا، من بينهم 56 مدنيا في ضواحي دمشق. أهمل التقرير الإبلاغ عن أي وفاة من الجيش السوري.[112]

#### 29 تشرين الأول / أكتوبر
- أبلغت لجان التنسيق المحلية عن مقتل 115 مدنيا بينهم 53 في ضواحي دمشق. أهمل التقرير الإبلاغ عن أي وفاة من الجيش السوري.[113]

#### 30 تشرين الأول / أكتوبر
- أبلغت لجان التنسيق المحلية عن مقتل 163 مدنيا، بينهم 72 مدنيا في ريف دمشق. أهمل التقرير الإبلاغ عن أي وفاة من الجيش السوري. ضربت الغارات الجوية مناطق دوما، مما أسفر عن مقتل 18 شخصا.[114][115]

#### 31 تشرين الأول / أكتوبر
- انفجرت قنبلة في دراجة نارية بالقرب من ضريح السيدة زينب مما أسفر عن مقتل 8 وإصابة العشرات. الموقع هو المكان الذي تدفن فيه حفيدة النبي محمد.[116]
- أبلغت لجان التنسيق المحلية عن مقتل 121 مدنيا بينهم 53 في حلب و 44 في ريف دمشق. أهمل التقرير الإبلاغ عن أي وفاة من الجيش السوري.[117]

### تشرين الثانى / نوفمبر 2012

#### 1 تشرين الثانى / نوفمبر
- أعلن ناشطون سوريون عن مقتل 28 جنديا في هجمات على نقاط تفتيش عسكرية في محافظة إدلب الشمالية يوم الخميس، بعد ساعات من موجة من التفجيرات التي ضربت دمشق وضواحيها كما قال الناشطون.[118]
- أفادت لجان التنسيق المحلية أن 149 مدنيا قتلوا من بينهم 53 مدنيا في ضواحي دمشق. أهمل التقرير الإبلاغ عن أي وفاة من الجيش السوري.[119]

#### 2 تشرين الثانى / نوفمبر
- في 2 تشرين الثاني / نوفمبر قيل إن القوات الحكومية السورية غادرت بلدة سراقب وتقع هذه البلدة على بعد 50 كيلومترا جنوب غرب حلب وهي على تقاطع الطريق من البحر الأبيض المتوسط من اللاذقية والطريق السريع M5 الذي يمتد من دمشق إلى حلب. إذا تأكدت فإن الحكومة السورية ستضطر إلى إعادة تزويد قواتها في حلب باستخدام الطرق الريفية الصغيرة أو عن طريق الجو منذ خسارتها معرة النعمان في 10 أكتوبر / تشرين الأول.[120][121]
- أبلغت لجان التنسيق المحلية عن مقتل 182 مدنيا بينهم 51 في حلب و 47 في ريف دمشق. أهمل التقرير الإبلاغ عن أي وفاة من الجيش السوري. كما أفادت لجان التنسيق المحلية أن الغارات الجوية الحكومية على بلدة الحريم في منطقة إدلب أسفرت عن مقتل 70 شخصا. بدلا من ذلك، ذكرت المرصد السورى لحقوق الإنسان وفاة أكثر من 200 و 74 مدنيا بينهم (10 أطفال) و 55 متمردا (بمن فيهم ملازم منشق) و 61 جنديا. بالإضافة إلى ذلك، قتل اثنان بسبب القصف في حلب وتم العثور على 43 جثة مجهولة الهوية، وقتل العشرات بسبب القصف المتبادل في حريم.[122][123][124]

#### 3 تشرين الثانى / نوفمبر
- شنت خمس وحدات متمردة هجوما منسقا على قاعدة تفتناز الجوية مدعومة بقذائف الهاون ونيران الصواريخ. ويبدو ان الهجوم يهدف إلى عدم اقتحام القاعدة الجوية (كما فعلت من قبل مع الاخرين) ولكن احتلال القاعدة الجوية بشكل دائم للحيلولة دون مزيد من الاستخدام للقاعدة وهي تقع على بعد 15 كيلومترا (9.3 ميل) فقط من بلدة سراقب التي سقطت على يد قوات المعارضة السورية قبل أقل من يومين.[125]
- دخلت ثلاث دبابات سورية المنطقة المجردة من السلاح على مرتفعات الجولان بين سوريا وإسرائيل، وكانت القوات السورية تسعى وراء المتمردين بينما قدمت إسرائيل احتجاجا لدى الأمم المتحدة.[126]
- أفادت لجان التنسيق المحلية أن 162 مدنيا قتلوا من بينهم 52 في ضواحي دمشق. أهمل التقرير الإبلاغ عن أي وفاة من الجيش السوري.[94]

#### 4 تشرين الثانى / نوفمبر
- انفجرت سيارة مفخخة تحت مبنى نقابة العمال الحكومية مما اسفر عن اصابة 12 شخصا بجروح خطيرة. يقع المبنى بالقرب من فندق كبير يسمى داما روز، و 500 متر فقط (1,600 قدم) من مبنى رئيس أركان الجيش.[50]
- قام المتمردون باغتيال الممثل محمد رافع وأشاروا إلى تعاونه مع الحكومة كمبرر للقتل.[127]
- أفادت لجان التنسيق المحلية أن 234 مدنيا قتلوا من بينهم أكثر من 100 مدني في ضواحي دمشق. أهمل التقرير الإبلاغ عن أي وفاة من الجيش السوري.[128]

#### 5 تشرين الثانى / نوفمبر
- أبلغت لجان التنسيق المحلية عن مقتل 159 مدنيا بينهم 72 في إدلب. أهمل التقرير الإبلاغ عن أي وفاة من الجيش السوري.[129]
- وفقا لنشطاء المعارضة قتل 50 جنديا حكوميا في تفجير انتحاري في قرية الزيارة في محافظة حماة في حين قتل 20 مقاتلا متمردا في غارة جوية شنتها القوات الجوية في إدلب.[130]

#### 6 تشرين الثانى / نوفمبر
- أفادت لجان التنسيق المحلية أن 156 مدنيا قتلوا من بينهم 60 في ضواحي دمشق. أهمل التقرير الإبلاغ عن أي وفاة من الجيش السوري. وبدلا من ذلك، ذكر المرصد السورى لحقوق الإنسان وفاة حوالي 205 و10 أشخاص من بينهم مجهولى الهوية. وقتل 119 مدنيا و 28 متمردا و 48 متمردا.[131][132]
- أطلق المتمردون قذائف هاون على القصر الرئاسي كما تم اغتيال شقيق رئيس البرلمان السوري وقتل قاض في انفجار سيارة مفخخة.[133][134][135]

#### 7 تشرين الثانى / نوفمبر
- أبلغت لجان التنسيق المحلية عن مقتل 168 مدنيا من بينهم 73 مدنيا في ضواحي دمشق. أهمل التقرير الإبلاغ عن أي وفاة من الجيش السوري.[136]

#### 8 تشرين الثانى / نوفمبر
- أبلغت لجان التنسيق المحلية عن مقتل 123 مدنيا بينهم 47 مدنيا في ضواحي دمشق. أهمل التقرير الإبلاغ عن أي وفاة من الجيش السوري.[137]

#### 9 تشرين الثانى / نوفمبر
- أبلغت لجان التنسيق المحلية عن مقتل 136 مدنيا بينهم 33 في ريف دمشق و 33 في دير الزور. أهمل التقرير الإبلاغ عن أي وفاة من الجيش السوري. استولى الجيش الحر على رأس العين في محافظة الحسكة وطائرات هليكوبتر عسكرية ومدفعية قصفت بعد ذلك .[94][138][139]
- قال الرئيس السوري بشار الأسد في لقاء لقناة روسيا اليوم:[140] أعتقد أن تكلفة الغزو الأجنبي لسوريا إذا حدث، ستكون أكبر من تكلفة يمكن للعالم أجمع تحملها. لأنه إذا كانت هناك مشاكل في سوريا، خاصة أننا المعقل الأخير للعلمانية والاستقرار والتعايش في المنطقة، سيكون لها تأثير الدومينو الذي سيؤثر على العالم من المحيط الأطلسي إلى المحيط الهادئ. وأنت تعرف آثارها على بقية العالم. لا أعتقد أن الغرب يتحرك في هذا الاتجاه، ولكن إذا فعلوا ذلك، لا أحد يستطيع التنبؤ بما سيحدث بعد ذلك. أنا سوري، لقد كنت في سوريا وأعيش وأموت في سوريا ".

#### 10 تشرين الثانى / نوفمبر
- في 10 تشرين الثاني / نوفمبر هاجم عدد من الانتحاريين بسيارة مفخخة نادي ضباط الجيش السوري في درعا، مما أسفر عن مقتل 20 جنديا على الأقل. كما ذكرت وكالة سانا نبأ الهجوم ولكنها لم تذكر الضحايا.[141][142]
- أبلغت لجان التنسيق المحلية عن مقتل 147 مدنيا من بينهم 47 مدنيا في ضواحي دمشق. أهمل التقرير الإبلاغ عن أي وفاة من الجيش السوري.[94]

#### 11 تشرين الثانى / نوفمبر
- أطلقت إسرائيل طلقات تحذيرية على سوريا، بعد سقوط قذيفة هاون على موقع تابع لقوات الجيش الإسرائيلي، لأول مرة منذ حرب أكتوبر / تشرين عام 1973.[143]
- أبلغت لجان التنسيق المحلية عن مقتل 90 مدنيا بينهم 35 في ضواحي دمشق. أهمل التقرير الإبلاغ عن أي وفاة من الجيش السوري.[144]

#### 12 تشرين الثانى / نوفمبر
- وقعت قذائف هاون عشوائية مرة أخرى على موقع للجيش الإسرائيلي على مرتفعات الجولان، وردت الدبابات الإسرائيلية بإطلاق النار على مصدر اطلاق النيران. وقال وزير الشؤون الاستراتيجية الإسرائيلي موشيه يعالون إنه لا يعتقد أن هذه الحوادث كانت متعمدة، بل هي زيادة مفاجئة في القتال من الحرب الأهلية السورية. وأفادت وسائل الإعلام الإسرائيلية عن سقوط اثنين من الضحايا السوريين على الأقل.[145]
- أفادت لجان التنسيق المحلية أن 155 شخصا قتلوا بينهم 50 في ضواحي دمشق. وقد اسقط المتمردون طائرة هليكوبتر حكومية في مطار حمدان العسكري. أهمل التقرير الإبلاغ عن أي وفاة من الجيش السوري.[146]

#### 13 تشرين الثانى / نوفمبر
- أفادت لجان التنسيق المحلية أن 172 شخصا قتلوا من بينهم 109 في ضواحي دمشق. أهمل التقرير الإبلاغ عن أي وفاة من الجيش السوري. وأفاد التقرير عن مقتل حوالي 205 سوريين. 99 (منهم 17 طفلا) قتلوا مدنيا 47 منهم في ريف دمشق. قتل 55 متمردا، بينهم قائد في القنيطرة و 22 في ريف دمشق. قتل 49 جنديا.[147][148]

#### 14 تشرين الثانى / نوفمبر
- أفادت لجان التنسيق المحلية أن 100 شخص قتلوا من بينهم 37 في ضواحي دمشق. أهمل التقرير الإبلاغ عن أي وفاة من الجيش السوري.[149]

#### 15 تشرين الثانى / نوفمبر
- أفادت لجان التنسيق المحلية أن 130 شخصا قتلوا من بينهم 59 في ضواحي دمشق. أهمل التقرير الإبلاغ عن أي وفاة من الجيش السوري.[150]
- أفاد المرصد السورى لحقوق الإنسان عن وفاة نحو 141 سوريا. قتل 72 مدنيا بينهم (12 طفلا) بينهم 27 في ريف دمشق. قتل 40 متمردا، من بينهم قائد في حلب. كما قتل 32 جنديا.[151]

#### 16 تشرين الثانى / نوفمبر
- أبلغت لجان التنسيق المحلية عن مقتل 122 شخصا، بينهم 35 في ضواحي دمشق. أهمل التقرير الإبلاغ عن أي وفاة من الجيش السوري.[152]

#### 17 تشرين الثانى / نوفمبر
- أبلغت لجان التنسيق المحلية عن مقتل 136 شخصا، بينهم 63 في ضواحي دمشق. أهمل التقرير الإبلاغ عن أي وفاة من الجيش السوري.[153]
- وانشق أحد الضباط و 12 ضابطا آخر من الجيش السوري وعبروا الحدود إلى تركيا، وكانوا من بين 53 شخصا ضموا أيضا جنود مخطوفين هم وأسرهم.[154]
- أطلق سراح صحفي تركي احتجزته الحكومة السورية لمدة ثلاثة أشهر وأعيد إلى تركيا ولا يزال زميله الأردني مفقودا.[155]
- استولى المتمردون على مطار عسكري بالقرب من بلدة البو كمال الذي يسيطر عليه المتمردون، مما يعني أن القاعدة الجوية الوحيدة التي تحتفظ بها الحكومة السورية في منطقة دير الزور هي مطار دير الزور بالقرب من مدينة دير الزور.[156]

#### 18 تشرين الثانى / نوفمبر
- أفادت لجان التنسيق المحلية أن 78 شخصا قتلوا من بينهم 26 في ضواحي دمشق. أهمل التقرير الإبلاغ عن أي وفاة من الجيش السوري.[157]

#### 19 تشرين الثانى / نوفمبر
- أفادت لجان التنسيق المحلية أن 161 شخصا قتلوا من بينهم 54 في ضواحي دمشق. أهمل التقرير الإبلاغ عن أي وفاة من الجيش السوري.[158]

#### 20 تشرين الثانى / نوفمبر
- أبلغت لجان التنسيق المحلية عن مقتل 122 شخصا، بينهم 52 في ضواحي دمشق. أهمل التقرير الإبلاغ عن أي وفاة من الجيش السوري.[159]

#### 21 تشرين الثانى / نوفمبر
- أبلغت لجان التنسيق المحلية عن مقتل 95 شخصا بينهم 35 في حلب و 29 في ريف دمشق. أهمل التقرير الإبلاغ عن أي وفاة من الجيش السورى.[160]

#### 22 تشرين الثانى / نوفمبر
- استولى المتمردون على قاعدة للجيش في مدينة الميادين شرق دير الزور. وهذا يعني أن المنطقة بأكملها، من الحدود العراقية على طول نهر الفرات إلى دير الزور هي الآن تحت سيطرة قوات المعارضة السورية.[161]
- أبلغت لجان التنسيق المحلية عن مقتل 151 مدنيا، بينهم 66 في ضواحي دمشق. أهمل التقرير الإبلاغ عن أي وفاة من الجيش السوري.[162]

#### 23 تشرين الثانى / نوفمبر
- أفادت لجان التنسيق المحلية أن 76 مدنيا قتلوا من بينهم 30 في ضواحي دمشق. أهمل التقرير الإبلاغ عن أي وفاة من الجيش السوري.[163]

#### 24 تشرين الثانى / نوفمبر
- أبلغت لجان التنسيق المحلية عن مقتل 82 مدنيا بينهم 35 في ضواحي دمشق. أهمل التقرير الإبلاغ عن أي وفاة من الجيش السوري.[164]

#### 25 تشرين الثانى / نوفمبر
- شن المتمردون هجوما على قاعدة جوية على بعد 15 كيلومترا خارج دمشق وقالوا أنهم سيطروا على «جزء كبير منها». في الهجوم قالوا أيضا أنهم دمروا طائرتين هليكوبتر على الأرض.[165]
- أبلغت لجان التنسيق المحلية عن مقتل 117 مدنيا بينهم 55 في ريف دمشق. أهمل التقرير الإبلاغ عن أي وفاة من الجيش السوري.[166]

#### 26 تشرين الثانى / نوفمبر
- قام مقاتلون متمردون بتدمير الدفاعات الحكومة واستولوا على سد تشرين، بالقرب من بلدة منبج. ويمد السد مناطق عديدة من سوريا بالكهرباء.[167]
- أبلغت لجان التنسيق المحلية عن مقتل 168 مدنيا بينهم 90 في ضواحي دمشق. أهمل التقرير الإبلاغ عن أي وفاة من الجيش السوري.[168]

#### 27 تشرين الثانى / نوفمبر
- أبلغت لجان التنسيق المحلية عن مقتل 131 مدنيا من بينهم 48 مدنيا في ضواحي دمشق. أهمل التقرير الإبلاغ عن أي وفاة من الجيش السوري.[169]
- اسقطت مروحية تابعة لسلاح الجو السوري من طراز مي-8 بعد اصابتها بصاروخ صاروخ اطلقه المتمردون السوريون. وفقا للخبراء، يبدو أن الطائرة أسقطت بصاروخ محمول خاص بالدفاع الجوي.[170][171][172]

#### 28 تشرين الثانى / نوفمبر
- انفجرت سيارتان مفخختان في حي جرمانا بريف دمشق مما اسفر عن مصرع ما لا يقل عن 34 شخصا واصابة العشرات بجروح خطيرة، وفقا لما ذكرته وسائل الاعلام الحكومية ومسئولون بالمستشفى. وتعتبر المنطقة مأهولة بالسكان المسيحيين والدروز في الغالب.[173][174]
- أفادت لجان التنسيق المحلية أن 160 مدنيا قتلوا من بينهم 96 في ضواحي دمشق. أهمل التقرير الإبلاغ عن أي وفاة من الجيش السوري.[175]
- الحكومة السورية هي الحكومة الوحيدة التي استخدمت الألغام المضادة للأفراد في عام 2012 والحكومة الوحيدة لوضع أي حقول ألغام جديدة.[176]

#### 29 تشرين الثانى / نوفمبر
- كانت هناك تقارير تفيد بأن هناك قتالا وقع بالقرب من مطار دمشق، مما أغلق الطريق المؤدي إلى المطار. وكانت الخطوط الجوية الإماراتية قد اوقفت رحلاتها إلى العاصمة السورية بسبب القتال. وكانت طائرة من مصر قد هبطت في دمشق كما كان مقررا، وكان الركاب آمنين ولكن أمر الطيار بالعودة إلى القاهرة دون ركاب إذا شعر أن الوضع كان سيئا للغاية للبقاء لفترة أطول. وتم إغلاق الإنترنت بشكل فعال في جميع أنحاء البلاد لأسباب غير معروفة وفقا لشركات مراقبة الإنترنت.[177][178][179][180]
- يقال إن قوات المعارضة السورية حصلوا على ما يصل إلى 40 صاروخ أرض-جو للدفاع الجوى محمول على الكتف وفقا لمسؤولين أمريكيين وشرق أوسطين. وبعض هذه الصواريخ تم توفيرها من قبل قطر. وقد نهبت بعض الصواريخ الأخرى من الجيش السوري بما في ذلك، وربما أكثر تقدما من صورايخ سام-16 وسام-7 وصواريخ أخرى من شركة جنرال الكتريك.[181][182]
- أفادت وسائل الإعلام الحكومية أن قوات المعارضة السورية قد تم إعادتهم من الطريق إلى مطار دمشق الدولي وأنهم بدأوا في حرق البساتين القريبة من أجل دفع قوات المعارضة السورية إلى الخارج. وفيما يتعلق بقطع الإنترنت عبر سوريا شملت المساعدات غير الفتاكة التي قدمتها الولايات المتحدة للمتمردين 2000 مجموعة من وسائل الاتصال. تم تصميم هذه المجموعات للعمل خارج البنية التحتية للإنترنت السوري وبالمثل فإن قوات الحكومة السورية من غير المرجح أن تتأثر كما لديهم أجهزة الراديو الخاصة بهم وهذا يعني أن أكبر الناس المتضررين هم المستخدمين المدنيين. كما أن أولئك الذين لديهم هواتف متصلة بالقمر الصناعى لا يتأثرون. ومن الممارسات الشائعة لقوات الحكومة قطع الاتصالات مثل الإنترنت قبل الهجوم مثل ما حدث في الثورة المصرية خلال عام 2011.[183][184]
- أبلغت لجان التنسيق المحلية عن مقتل 96 مدنيا بينهم 51 في حلب. أهمل التقرير الإبلاغ عن أي وفاة من الجيش السوري.[185]

#### 30 تشرين الثانى / نوفمبر
- لقى ما لا يقل عن 12 مسلحا لبنانيا مصرعهم في كمين للجيش السورى بالقرب من بلدة تكلخ.
- قال المرصد السورى لحقوق الإنسان إن 30 مسلحا لبنانيا من المنضمين لقوات المعارضة قد قتلوا، وقال مصدر أمني لرويترز إنهم رافقهم تسعة سوريين فضلا عن عدد من الليبيين والمصريين واليمنيين.[186]
- ادعى المتمردون أنهم دمروا ثلاث دبابات تابعة للجيش السوري في قتال بالقرب من مطار دمشق الدولي.[187]
- نظرا للانقطاع المستمر لشبكة الإنترنت في سوريا أعادت غوغل وتويتر تنشيط الخدمة الصوتية لبرنامج تويتر. وهذا يسمح للشخص مع اتصال هاتفي لإرسال تغريدة عن طريق التحدث إلى هواتفهم. وقد تم تطوير النظام لاستخدامه خلال الاحتجاجات في مصر عندما قطعت الحكومة المصرية الإنترنت لعدة أيام في العام الماضي (2011).[188]
- تم إلقاء اللوم علي الحكومة السورية فييما يتعلق بقطع الإنترنت في محاولة من الحكومة لتقييد تدفق الاتصالات وهو ادعاء نفته الحكومة بشدة. استخدم الصحفيون أنظمة مرتجلة لبث تقارير مباشرة من حلب.[189][190]
- أبلغت لجان التنسيق المحلية عن مقتل 138 مدنيا بينهم 70 في ريف دمشق. أهمل التقرير الإبلاغ عن أي وفاة من الجيش السوري.[191]

### كانون الأول / ديسمبر 2012

#### 1 كانون الأول / ديسمبر
- كانت سوريا دون تغطية الإنترنت والهاتف المحمول لليوم الثالث على التوالي. وكان على قوات المعارضة السورية الذين لا يستخدمون الهواتف المتصلة بالقمر الصناعى استخدام الخطوط الأرضية التي ترصدها الحكومة لإرغامهم على التحدث في الشفرة. وكان أكثر المدنيين تضررا في المناطق الخاضعة لسيطرة الحكومة، والذين لم يتمكنوا من الاتصال بخدمات الطوارئ في حالة وقوع إصابات بسبب القتال. وفي وقت لاحق من ذلك اليوم عادت خدمة الإنترنت وخدمة الهاتف إلى الكثير من سوريا. ويدعي المتمردون أنهم استولوا على عدد من صواريخ سام-16 وجندى منشق مدرب خصيصا لاستخدام هذه الأسلحة كان له الفضل في إسقاط مروحيتين على مدى يومين متتاليين.[192][193][194]
- أبلغت لجان التنسيق المحلية عن مقتل 165 مدنيا ومتمردا بينهم 60 مدنيا في ضواحي دمشق. أهمل التقرير الإبلاغ عن أي وفاة من الجيش السوري.[152]

#### 2 كانون الأول / ديسمبر
- لقى 15 شخصا مصرعهم عندما انفجرت سيارة مفخخة في مدينة حمص بوسط سوريا. وقال المرصد السوري لحقوق الإنسان في بيان أن السيارة انفجرت في حي الملاع البلدي. وقال ناشطون معارضون لدى لجان التنسيق المحلية العامة للثورة السورية إن من بين القتلى ثلاثة أطفال وامرأة على الأقل. ولم يعلن أحد مسؤوليته.[195][196]
- كانت القوات اللبنانية اشتبكت مع قوات المعارضة السورية السوريين على الحدود بين البلدين، فيما قال مصدر امني انه أول اشتباك بين الجيش اللبناني وقوات المعارضة السورية. وقال مصدر عسكري لبناني ان الاشتباك وقع عندما رصدت دورية لبنانية الحدود مقاتلين من قوات المعارضة السورية على طول الحدود وفتح المتمردون النار لمنع الدورية من الاقتراب ولم تقع إصابات.[197]
- في الوقت نفسه قصفت قوات الجيش السورى الضواحي التي يسيطر عليها المتمردون حول دمشق بطائرات مقاتلة وصواريخ يوم الاحد مما اسفر عن مصرع واصابة العشرات في هجوم لدفع قوات المعارضة السورية بعيدا عن المطار ومنعهم من التوغل في العاصمة.
- أصابت قذائف أطلقت من سوريا بلدة الريحانية (إسكندرون) الحدودية في أول حادث قصف عبر الحدود منذ أن طلبت تركيا من الناتو نشر صواريخ باتريوت للدفاع الجوي بالقرب من حدودها.[198]
- بث التلفزيون السوري صور أكثر من خمس جثث مع هوية لبنانية وأفاد بأن الرجال كانوا من بين 21 مقاتلا سلفيا لبنانيا سقطوا في كمين للجيش السوري يوم الجمعة. وقالت المحطة إن الرجال قتلوا في تلكلخ بعد التسلل إلى البلاد من وادي خالد وأن آخرين في الجماعة أصيبوا بجراح.[199]
- أفادت صحيفة «هآرتس» في 2 ديسمبر / كانون الأول أن الحكومة السورية قد تستعد لاستخدام الأسلحة الكيميائية.[200]
- أبلغت لجان التنسيق المحلية عن مقتل 202 شخصا، بينهم 82 في ضواحي دمشق. أهمل التقرير الإبلاغ عن أي وفاة من الجيش السوري.[201]

#### 3–4 كانون الأول / ديسمبر
- في 3 ديسمبر قال الرئيس الأمريكي باراك أوباما أنه ستكون هناك عواقب إذا قررت الحكومة السورية استخدام الأسلحة الكيميائية. كما أبلغت لجان التنسيق المحلية عن مقتل 239 مدنيا ومتمردا بينهم 116 في ريف دمشق.[202][203][204]
- في اليوم التالي وافق الناتو على طلب من تركيا لنشر صواريخ باتريوت على طول حدودها الجنوبية مع سوريا. وبعد ساعات من الاتفاق سلمت روسيا أول شحنة من صواريخ إسكندر إلى سوريا عندما رست السفن البحرية البحرية في طرطوس.[205]
- أبلغت لجان التنسيق المحلية عن مقتل 184 شخصا بينهم 110 في ضواحي دمشق. أهمل التقرير الإبلاغ عن أي وفاة من الجيش السوري.[206]

#### 5 كانون الأول / ديسمبر
- زعم المسؤولون الأمريكيون أن الجيش السوري قد حمل الغاز العصبي القاتل وغاز السارين على متن قنابل جوية.[207]
- أبلغت لجان التنسيق المحلية عن مقتل 107 أشخاص بينهم 45 في ضواحي دمشق. أهمل التقرير الإبلاغ عن أي وفاة من الجيش السوري.[208]

#### 6–10 كانون الأول / ديسمبر
- في 6 كانون الأول / ديسمبر أبلغت لجان التنسيق المحلية عن مقتل 89 مدنيا ومتمردا بينهم 45 مدنيا في ضواحي دمشق. أهمل التقرير الإبلاغ عن أي وفاة من الجيش السوري. وفي 7 ديسمبر / كانون الأول أبلغت لجنة الأمن المدني عن مقتل 130 مدنيا ومتمردا بينهم 51 في مجزرة في دير الزور و 45 في ريف دمشق.[209][210]
- في 8 كانون الأول / ديسمبر أبلغت لجان التنسيق المحلية عن مقتل 129 مدنيا ومتمردا بينهم 58 مدنيا في ضواحي دمشق. أهمل التقرير الإبلاغ عن أي وفاة من الجيش السوري. وفي اليوم نفسه كتبت سوريا رسالة إلى الأمين العام للأمم المتحدة بان كي مون ورئيس مجلس الأمن الدولي وقالوا أنه لن يستخدموا الأسلحة الكيميائية خلال المعارك. وجاء في رسالة وزارة الخارجية:[211][212]
- قد عملت الإدارة الأمريكية على الدوام خلال العام الماضي لإطلاق حملة ادعاءات حول إمكانية استخدام سوريا للأسلحة الكيميائية خلال الأزمة الحالية. وما يبعث على القلق حول هذا الخبر الذي نشرته وسائل الاعلام هو خوفنا الشديد من ان بعض الدول التي تدعم الإرهاب والارهابيين قد تزود الجماعات الارهابية المسلحة بالاسلحة الكيميائية وتدعي ان الحكومة السورية هي التي استخدمت الاسلحة ".
- قال مسؤولون أميركيون في 8 ديسمبر / كانون الأول إن الأقمار الصناعية الأمريكية وغيرها من الأدوات اكتشفت نشاطا متزايدا في العديد من مستودعات الأسلحة الكيميائية في سوريا. وهم يعتقدون أن قاعدة عسكرية واحدة على الأقل قد أمرت بالبدء في الجمع بين مكونات غاز الأعصاب السارين لجعلها جاهزة للاستخدام. وأكد وليام هاغو، السكرتير البريطاني، إدراكهم للأدلة.[213]

لقد رأينا بعض الأدلة على ذلك «وقال نحن والولايات المتحدة كما قلت في البرلمان هذا الأسبوع، شهدت بعض الأدلة على ذلك وهذا هو السبب في أننا أصدرنا تحذيرات قوية حول هذا الموضوع. لقد فعلنا ذلك مباشرة مع النظام السوري».

"قلقة جدا لأنه مع تقدم المعارضة، وخاصة في دمشق أن النظام قد ينظر جيدا في استخدام الأسلحة الكيميائية، والمخابرات التي لدينا تسبب مخاوف جدية من أن يتم النظر في هذا.
- في 9 كانون الأول / ديسمبر أبلغت لجان التنسيق المحلية عن مقتل 116 شخصا من بينهم 41 في ضواحي دمشق. أهمل التقرير الإبلاغ عن أي وفاة من الجيش السوري.[214]
- في 10 كانون الأول / ديسمبر أبلغت لجان التنسيق المحلية عن مقتل 142 شخصا من بينهم 59 في حلب و 50 في ضواحي دمشق. أهمل التقرير الإبلاغ عن أي وفاة من الجيش السوري.[215]
- تم نشر تسجيل فيديو على موقع يوتيوب، حيث يتم قطع رأس السجناء غير المسلحين والمتحركين من قبل طفل باستخدام منجل. وتجمع المتمردون حوله والصياح بعبارات«الله أكبر»، ثم عرضوا جثتين برؤوس مقطوعة. ويعتقد أن الجناة أعضاء في لواء خالد بن الوليد، وهو جزء من الجيش السوري الحر.[216][217]

#### 11 كانون الأول / ديسمبر
- أعلنت الولايات المتحدة جبهة النصرة منظمة إرهابية. وأفادت المفوضية السامية للأمم المتحدة لشؤون اللاجئين: «وفقا لأرقام المفوضية السامية للأمم المتحدة لشؤون اللاجئين عن لبنان والأردن والعراق وتركيا وشمال أفريقيا، فإن 509,559 سوري مسجلون بالفعل أو قيد التسجيل». وعندما سئل عن الأخبار حول حركة الأسلحة الكيميائية قال وزير الدفاع ليون بانيتا «في هذه المرحلة المخابرات لديها حقا نوع من مستوى من التهديد ولكن لم نر أي شيء جديد يشير إلى أي خطوات عدوانية للمضي قدما بهذه الطريقة.» [218][219][219][220]
- زعم أن 125 شخصا أصيبوا أو قتلوا في سلسلة من الانفجارات التي دمرت عدة منازل في قرية عقرب حماة العلوية. وألقى مواطن علوي من بلدة مجاورة باللوم على قوات المعارضة السورية من الحولة، على بعد حوالي 8 كم. من عقرب حماة التي تعرضت لمذبحة أكثر من 100 سني في شهر مايو الماضي، وكان أكثر من نصف الضحايا من الأطفال. ومع ذلك، قدم أليكس طومسون من القناة 4 وصفا مختلفا للأحداث.[221][222][223]
- أبلغت لجان التنسيق المحلية عن مقتل 165 شخصا (لا تشمل بلدة عقرب حماة). تم تسجيل 61 حالة وفاة في ريف دمشق. أهمل التقرير الإبلاغ عن أي وفاة من الجيش السوري.[224]
- Iفي مقابلة مع «أي بي سي نيوز»، أعلن الرئيس الأمريكي باراك أوباما أن حكومته ستعترف بقوات المعارضة السورية السوريين على أنها الحكومة الشرعية في سوريا.[225][226]

#### 12 كانون الأول / ديسمبر
- قال مسؤولون أمريكيون في إدارة أوباما إن حكومة الأسد بدأت باستخدام صواريخ سكود ووصفتها بأنها «تصعيد كبير». تم إطلاق ما يصل إلى 6 صواريخ من نوع سكود من منطقة دمشق في أهداف قوات المعارضة السورية في شمال سوريا.[227]
- انفجرت ثلاث قنابل خارج مبنى وزارة الداخلية في دمشق مما أسفر عن مقتل خمسة وإصابة ما لا يقل عن 23 شخصا. وفي وقت سابق من اليوم، اعترف أكثر من 100 دولة بائتلاف جديد للمعارضة سورية شكل في نوفمبر / تشرين الثاني وأطلق عليه الائتلاف الوطني لقوى الثورة والمعارضة السورية.[228]
- أبلغت لجان التنسيق المحلية عن مقتل 113 شخصا بينهم 41 في حلب و 31 في ريف دمشق. أهمل التقرير الإبلاغ عن أي وفاة من الجيش السوري.[229]

#### 13 كانون الأول / ديسمبر
- اعترف ميخائيل بوجدانوف نائب وزير خارجية روسيا للمرة الأولى بأن بشار الأسد يفقد الحرب الأهلية السورية.[230][231]
- اختطف ستة من أعضاء فريق قناة ان بي سي نيوز في سوريا، بمن فيهم كبير المراسلين الخارجيين ريتشارد انجل في سوريا بعد كمين نصبته مجموعة من قوات المعارضة السورية الذين كانوا يرافقونهم. وقد تم حجب أخبار اختفائها إلى حد كبير حتى أصبحت حرة بسبب تعتيم وسائل الإعلام. وكان إنجل قد ألقى باللوم في البداية على الشبيحة المؤيدة للنظام على الاختطاف، ولكن في عام 2015 اضطر إلى تصحيح روايته لهذا الحدث، معترفا بأن فريق "ان بي سي" كان من المؤكد تقريبا اختطف على يد فصيل مسلح تابع للجيش السوري الحر " وقد اكتشفت التحقيقات التي أجرتها صحيفة التايمز.[232]
- أبلغت لجان التنسيق المحلية عن مقتل 138 شخصا بينهم 69 في ضواحي دمشق. أهمل التقرير الإبلاغ عن أي وفاة من الجيش السوري.[233]

#### 14 كانون الأول / ديسمبر
- أبلغت لجان التنسيق المحلية عن مقتل 106 أشخاص من بينهم 49 في ضواحي دمشق. أهمل التقرير الإبلاغ عن أي وفاة من الجيش السوري.[234]

#### 15 كانون الأول / ديسمبر
- أبلغت لجان التنسيق المحلية عن مقتل 131 شخصا بينهم 36 في ضواحي دمشق. أهمل التقرير الإبلاغ عن أي وفاة من الجيش السوري.[235]
- أفادت الأنباء أن 60 فردا من الجبهة الشعبية لتحرير فلسطين قد انشقوا إلى قوات المعارضة السورية والكتائب الفلسطينية المناهضة للأسد في مخيم اليرموك بدمشق. وفر قائد الجبهة الشعبية لتحرير فلسطين أحمد جبريل إلى طرطوس بعد أن اكتسب المتمردون أرضا في المنطقة. ونفت الجبهة الشعبية لتحرير فلسطين أنباء أن لواء العاصفة سيطر على منطقة اليرموك بأكملها على الرغم من أن الطائرات الحكومية قصفت في وقت لاحق المنطقة الجنوبية، مما أسفر عن مقتل 8 مدنيين ومتمردين. وقد أدان بان كي مون هذا الهجوم الجوي الذي وصفه بأنه «مصدر قلق بالغ».[236][237][238]

#### 16 كانون الأول / ديسمبر
- أفادت لجان التنسيق المحلية أن 183 شخصا قتلوا من بينهم 60 في ضواحي دمشق. أهمل التقرير الإبلاغ عن أي وفاة من الجيش السوري.[239]

#### 17 كانون الأول / ديسمبر
- أفادت لجان التنسيق المحلية أن 158 شخصا قتلوا بينهم 50 في ضواحي دمشق. أهمل التقرير الإبلاغ عن أي وفاة من الجيش السوري.[240]

#### 18 كانون الأول / ديسمبر
- أبلغت لجان التنسيق المحلية عن مقتل 128 شخصا، بينهم 42 في ضواحي دمشق. أهمل التقرير الإبلاغ عن أي وفاة من الجيش السوري.[241]
- على الطريق بين طرطوس وحمص، اختطف روسيان وإيطاليان، وطالب الخاطفون بفدية غير محددة. وتقوم البحرية الروسية أيضا بنشر خمس سفن ومدمرة وزورق مقطورات وناقلة وسفينة هبوط برمائية كبيرة في ميناء طرطوس. الميناء في طرطوس هو القاعدة البحرية الروسية الوحيدة خارج الاتحاد السوفياتي السابق. تم نشر سفينتي الانزال البرمائي وهو مؤشر محتمل على أن الحكومة الروسية تدرس إجلاء واسع النطاق للمواطنين الروس في سوريا.[242]
- تم الإفراج عن الصحافي الاميركي ريتشارد انجل الذي وقع في كمينا مع بقية فريقه. وقال في وقت لاحق في اليوم أثناء مناقشتهم في محنتهم. أنه تم القبض عليهم من قبل الميليشيات الموالية للأسد، الذين أعدموا أحد مرافقي قوات المعارضة السورية الصحفيين. وكانت مجموعة الشبيحة الموالية للاسد تريد تبادل انجل وطاقمه لاربعة جنود إيرانيين واثنين من المسلحين اللبنانيين الذين اسرهم المتمردون. تم نقل طاقم الأخبار إلى مواقع مختلفة طوال الوقت الذي كانوا في عداد المفقودين. تحركت مجموعة الشبيحة إلى نقطة تفتيش يقودها متمردون تابعون لحركة أحرار الشام، الذين أطلقوا سراح الرهائن بعد خمسة أيام. قتل اثنان على الأقل من خاطفي إنجل في إطلاق النار لتحرير الصحفي. وكانت شبكة ان بي سي نيوز قد عبرت عن قلقها على سلامة إنجل وطاقمه، في 18 ديسمبر / كانون الأول أفادت وسائل الإعلام الأمريكية أنه تم اختطافهم ولكن أفرج عنهم دون أن يصابوا بأذى.[243][243][244][245][246][247][248]
- الجيش السوري الحر أعلن عن تأخير إعدام المراسل الأوكراني أنخار كونشيفا الذي كان محتجزا من قبل قوات المعارضة السورية منذ أكتوبر / تشرين الأول. وأصر الخاطفون على أن كونشيفا كان جاسوسا وطلبوا فدية قدرها 50 مليون دولار.[249]

#### 19 كانون الأول / ديسمبر
- أفادت لجان التنسيق المحلية أن 161 شخصا قتلوا من بينهم 67 في ضواحي دمشق. أهمل التقرير الإبلاغ عن أي وفاة من الجيش السوري.[250]
- سيطر المتمردون على مخيم اليرموك في دمشق وغادر الآلاف من اللاجئين الفلسطينيين المنطقة بسبب القتال العنيف وأعلن الجيش الحر المنطقة «منطقة محررة» وسلمها إلى السيطرة الفلسطينية.[251][252][253]

#### 20 كانون الأول / ديسمبر
- أفادت لجان التنسيق المحلية أن 117 شخصا قتلوا من بينهم 42 في ضواحي دمشق. أهمل التقرير الإبلاغ عن أي وفاة من الجيش السوري.[254]
- أطلقت طائرة سورية قنابل عنقودية على أحياء ومنازل فوق بلدة مارع في سوريا. في ما وصفه ضحايا الهجمات كعقاب جماعي. وحصل مستشفى الحرية المحلي على 4 قتلى و 23 جريحا.[255]

#### 21 كانون الأول / ديسمبر
- أبلغت لجان التنسيق المحلية عن مقتل 169 شخصا بينهم 58 في ضواحي دمشق.[256]
- أطلقت الحكومة السورية ما لا يقل عن 6 صواريخ سكود-ب على أهداف لقوات المعارضة السورية في سوريا وفقا لحلف شمال الأطلسي. وسقط صاروخ واحد على بعد 20 ميلا من الحدود التركية مع ما لا يقل عن 4 الهبوط بالقرب من حلب. ولم يعلق حلف الناتو على الأهداف التي تم ضربها أو الأضرار التي لحقت بها. قد يكون استخدام صواريخ سكود بسبب جهود قوات المعارضة السورية للحد من قدرات القوات الجوية السورية.[257][258]

#### 22 كانون الأول / ديسمبر
- أفادت لجان التنسيق المحلية أن 143 شخصا قتلوا من بينهم 75 في ضواحي دمشق. أهمل التقرير الإبلاغ عن أي وفاة من الجيش السوري.[259]
- أخبر المستشارون العسكريون الروس الحكومة السورية بأنه يجب نقل مخزونها من الأسلحة الكيميائية من «مواقع كثيرة» إلى «واحد أو اثنين» من أجل حمايتها.[260]

#### 23 كانون الأول / ديسمبر
- قتل ما يصل إلى 200 شخص في حلفايا عندما قصفت القوات الجوية السورية مخبزا قتلوا بينما كانوا يقفون في خط الخبز.[261]
- أبلغت لجان التنسيق المحلية عن مقتل 208 أشخاص من بينهم مذبحة حلفايا و 51 شخصا في ضواحي دمشق. أهمل التقرير الإبلاغ عن أي وفاة من الجيش السوري.[262]
- لقى سبعة اشخاص مصرعهم واصيب العشرات في منطقة خاضعة لسيطرة المتمردين في حمص وألقى المتمردين اللوم على استخدام القوات الحكومية للغاز الكيماوى. وأبلغ الأطباء أن أعراض الغاز مماثلة لتلك التي تحدث في غاز السارين. ومع ذلك فقد ذكر أيضا أن المسؤولين الأمريكيين يشعرون بالتشكك في الادعاء لأن السارين عديم الرائحة وقاتل بكميات صغيرة، في حين أن التقارير تتحدث عن رائحة كريهة واستنشاق كبير. الأسباب الأخرى المقترحة هي الكلور الكيميائي أو الفوسجين أو كلوريد السيانوجين. كما أعرب المسؤولون الإسرائيليون عن شكوكهم في استخدام الأسلحة الكيميائية.[263][264][265][266][267]

#### 24 كانون الأول / ديسمبر
- أفادت لجان التنسيق المحلية أن 156 شخصا قتلوا من بينهم 60 في ضواحي دمشق. وقد أهمل التقرير الإبلاغ عن أي وفاة من الجيش السوري.[268]

#### 25 كانون الأول / ديسمبر
- انشق قائد الشرطة العسكرية السورية اللواء عبد العزيز الصلال عن منصبه ليصبح أكبر قائد منشق عسكري في سوريا منذ انشقاق رئيس إدارة الاسلحة الكيميائية اللواء عدنان سيلو. لكن مصدر حكومي في حينن أكد الانشقاق وادعي أنه كان قريبا من التقاعد وأعلن انشقاقه فقط للعب دور البطل.[269]
- أفادت لجان التنسيق المحلية أن 171 شخصا قتلوا من بينهم 61 في ضواحي دمشق. وقد أهمل التقرير الإبلاغ عن أي وفاة من الجيش السوري.[270]

#### 26 كانون الأول / ديسمبر
- أبلغت لجان التنسيق المحلية عن مقتل 164 شخصا بينهم 32 في ضواحي دمشق. أهمل التقرير الإبلاغ عن أي وفاة من الجيش السوري.[271]
- أفاد المرصد السوري لحقوق الإنسان أن 45,048 شخصا قتلوا في القتال في سوريا منذ آذار / مارس 2011. إلا أن المرصد يعتقد أن هذا ليس الرقم الحقيقي حيث يخفي الجانبان مجموع إصاباتهما. كما أعلن النائب العام لمحافظة حلب عن انشقاقه للمتمردين والمتظاهرين.[272]

#### 27 كانون الأول / ديسمبر
- أبلغت لجان التنسيق المحلية عن مقتل 197 شخصا بينهم 103 في ضواحي دمشق من بينهم 50 تم إعدامهم ميدانيا في إحدى البلدات على جانب الطريق السريع بين دمشق ودرعا. أهمل التقرير الإبلاغ عن أي وفاة من الجيش السوري.[273]

#### 28 كانون الأول / ديسمبر
- قال مسؤول تركي إن جنديين من القوات الجوية و 3 من صحفيين التلفزيون الرسمي انشقوا إلى تركيا في 28 ديسمبر. وأجبرت الحكومة قوات المعارضة السورية على الخروج من حي دير بعلبة مما أدى إلى سيطرة قوات المعارضة السورية على منطقة الخالدية وأجزاء من المدينة القديمة. وقيل إن عشرات المدنيين قتلوا في القتال في حمص.[274][275][276]
- أبلغت لجان التنسيق المحلية عن مقتل 137 شخصا بينهم 138 في ضواحي دمشق. أهمل التقرير الإبلاغ عن أي وفاة من الجيش السوري.[277]

#### 29 كانون الأول / ديسمبر
- أفادت مجموعات المعارضة أن ما لا يقل عن 400 شخص قتلوا في سوريا نصفهم من المدنيين قتلوا في عملية قتل جماعي قامت بها القوات الحكومية في دير بعلبة، إحدى ضواحي مدينة حمص. وجاءت المجزرة عقب قيام القوات الحكومية باستعادة السيطرة على المدينة التي يسيطر عليها المتمردون بعد أن أحاطت بها قبل نحو شهر.[278]
- قال مصدر مجهول إن 201 شخصا اعتقلوا على يد جندي من الجيش السوري في حي دير بعلبة في حمص. وقالت مصادر أخرى ان 392 شخصا على الاقل قتلوا في 29 كانون الأول / ديسمبر. وتشمل حصيلة القتلى 201 شخصا قال جندي من الجيش السوري المعتقل إنهم أعدموا في حي دير بعلبة في حمص.[279]

#### 30 كانون الأول / ديسمبر
- أبلغت لجان التنسيق المحلية عن مقتل 130 مدنيا بينهم 82 في ضواحي دمشق. أهمل التقرير الإبلاغ عن أي وفاة من الجيش السوري.[280]
- المرصد السوري لحقوق الإنسان قدر عدد القتلى بأكثر من 150 شخصا معظمهم في محافظة حلب.[281]

#### 31 كانون الأول / ديسمبر
- تم العثورعلى ثلاثين إلى خمسين جثة في حي برزة بدمشق. وظهرت عليها علامات التعذيب. بدأت قوات الحرس الجمهوري أكبر هجوم على داريا بدمشق خلال شهرين.[282][283]
- فجر المتمردون خط أنابيب للغاز الطبيعي بالقرب من دير الزور في المنطقة الشرقية الغنية بالنفط مما أدى إلى تعطيل عملية التوزيع.[284][285]
- أبلغت لجان التنسيق المحلية عن مقتل 119 مدنيا بينهم 49 في ضواحي دمشق. أهمل التقرير الإبلاغ عن أي وفاة من الجيش السوري.[286]